# Larry Wallis
Larry Wallis (født 19. maj 1949, død 19. september 2019) var en engelsk guitarist, sangskriver og producer. Han er bedst kendt som medlem af gruppen Pink Fairies og som medlem af Motörhead i denne gruppes begyndelse. 

## Diskografi
Forskellige artister
- A Bunch of Stiff Records — 1977 The Takeaways
- What's in the Pub in 1996 — 1995 et nummer af Wallis, "Touch and Go"

Album med Pink Fairies, Deviants og Mick Farren
- Pink Fairies – Kings of Oblivion – juni 1973
- Pink Fairies – Flashback – juli 1975 (opsamlingsalbum)
- Mick Farren and the Deviants – Screwed Up – november 1977 (EP, produceret af Wallis)
- Mick Farren – Vampires Stole My Lunch Money – august 1978 (produceret af Wallis)
- Pink Fairies – Live at the Roundhouse 1975 – juni 1982
- Pink Fairies – Previously Unreleased – 1982
- The Deviants – Human Garbage – 1984
- Pink Fairies – Kill 'Em and Eat 'Em – 1987
- Pink Fairies – At the Roundhouse/Previously Unreleased – 1991
- The Deviants – Fragments of Broken Probes – 1998 med Jack Lancaster, Andy Colquhoun
- The Deviants – The Deviants Have Left the Planet – 1999, med Jack Lancaster

Album med Stiff Records-kunstnere
- Stiffs Live – 1978

Som medlem af Motörhead
- On Parole – 1979

Album med On The Beach
- Escape From Oil City – album fra 1991 fælles med Canvey Island All Stars med Lee Brilleaux og Phil Mitchell

En fransk single
- "Leather Forever" – 1980'erne

Album med Redbyrds
- Truth, Justice and a Wholesome Packed Lunch – 1992

Album med The Stranglers og venner
- Live in Concert – 1995

Album produceret af Larry Wallis
- Wreckless Eric – A Louder Silence – 1977
- Wreckless Eric – Wreckless Eric – 1978 (Wallis spiller desuden guitar)